# Stigmatopteris brevinervis
Stigmatopteris brevinervis là một loài thực vật có mạch trong họ Dryopteridaceae. Loài này được (Fée) R.C. Moran miêu tả khoa học đầu tiên năm 1991.